# Residenzen des Königshauses Savoyen
Unter der Bezeichnung Residenzen des Königshauses Savoyen wurden 1997 Schlösser und weitere Repräsentationsbauwerke des Hauses Savoyen in die Liste des UNESCO-Weltkulturerbes aufgenommen. Alle Bauwerke befinden sich in der Stadt Turin oder in der umgebenden Region Piemont im Norden Italiens.
Im Einzelnen umfasst das Weltkulturerbe Residenzen des Königshauses Savoyen die folgenden Bauwerke:
- in Turin: 
  - Palazzo Reale
  - Palazzo Chiablese

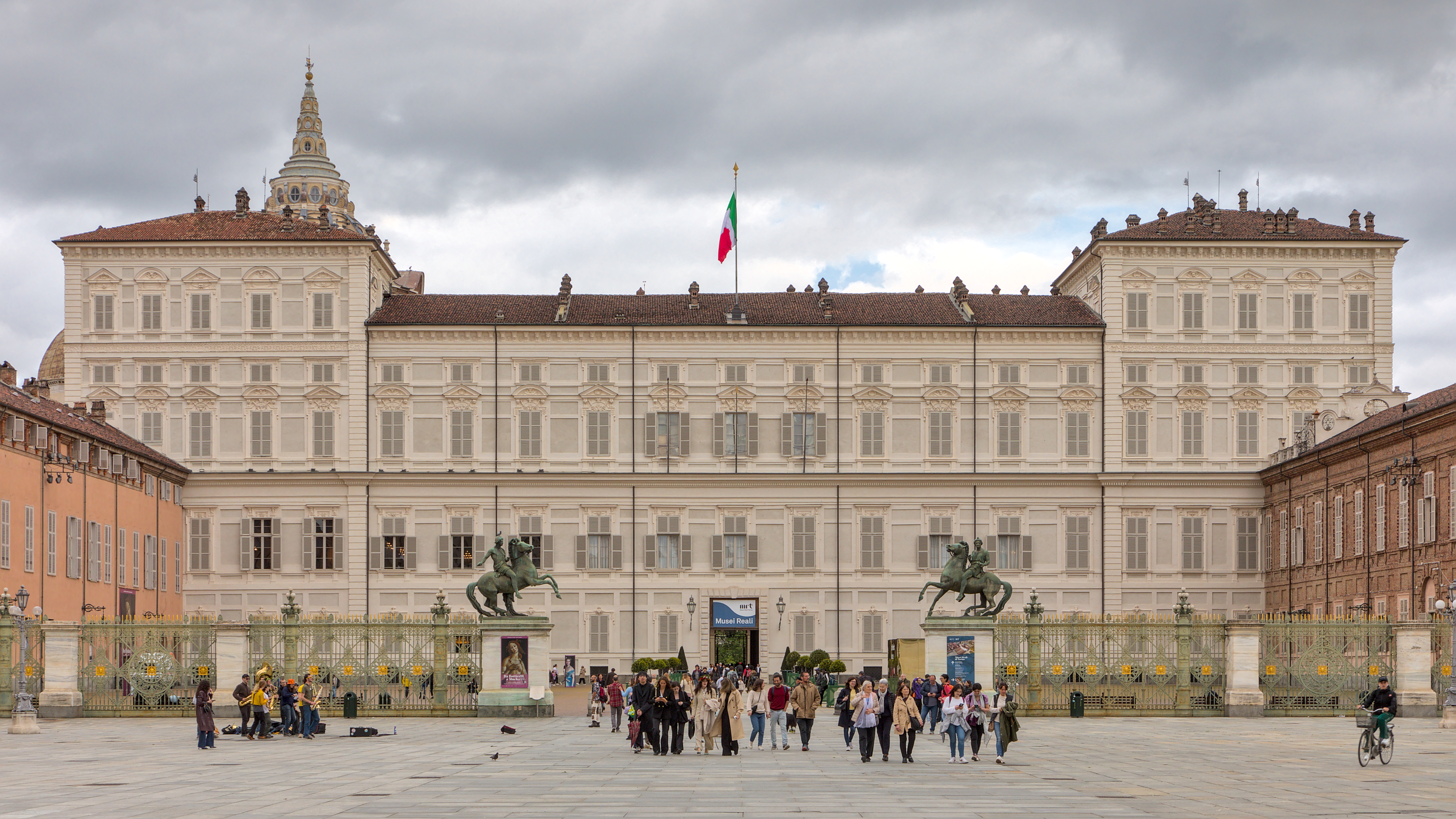
Der Königlicher Palast in Turin

  - Armeria Reale und Biblioteca Reale
  - Palazzo della Prefettura (ehemalige Segreterie di Stato)
  - Archivio di Stato di Torino (ehemals Archivi di Corte)
  - Accademia Reale (ehemalige Militärakademie)
  - Cavallerizza Reale (ehemalige Reitschule)
  - Regia Zecca (königliche Münze)
  - Fassade des Teatro Regio di Torino
  - Palazzo Madama
  - Palazzo Carignano
  - Castello del Valentino
  - Villa della Regina

- im Piemont außerhalb von Turin
  - Castello di Rivoli in Rivoli

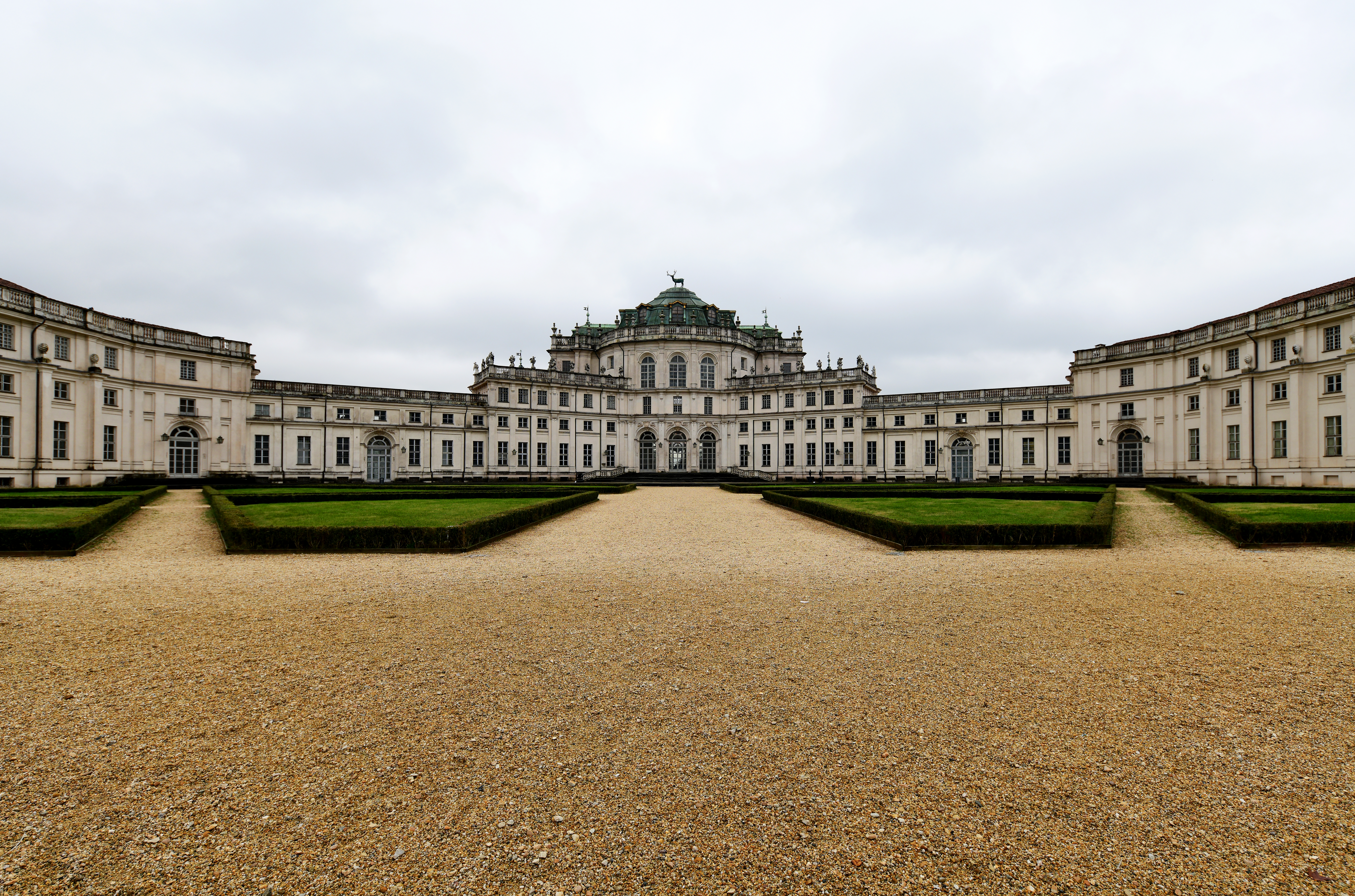
Schloss von Stupinigi im Piemont

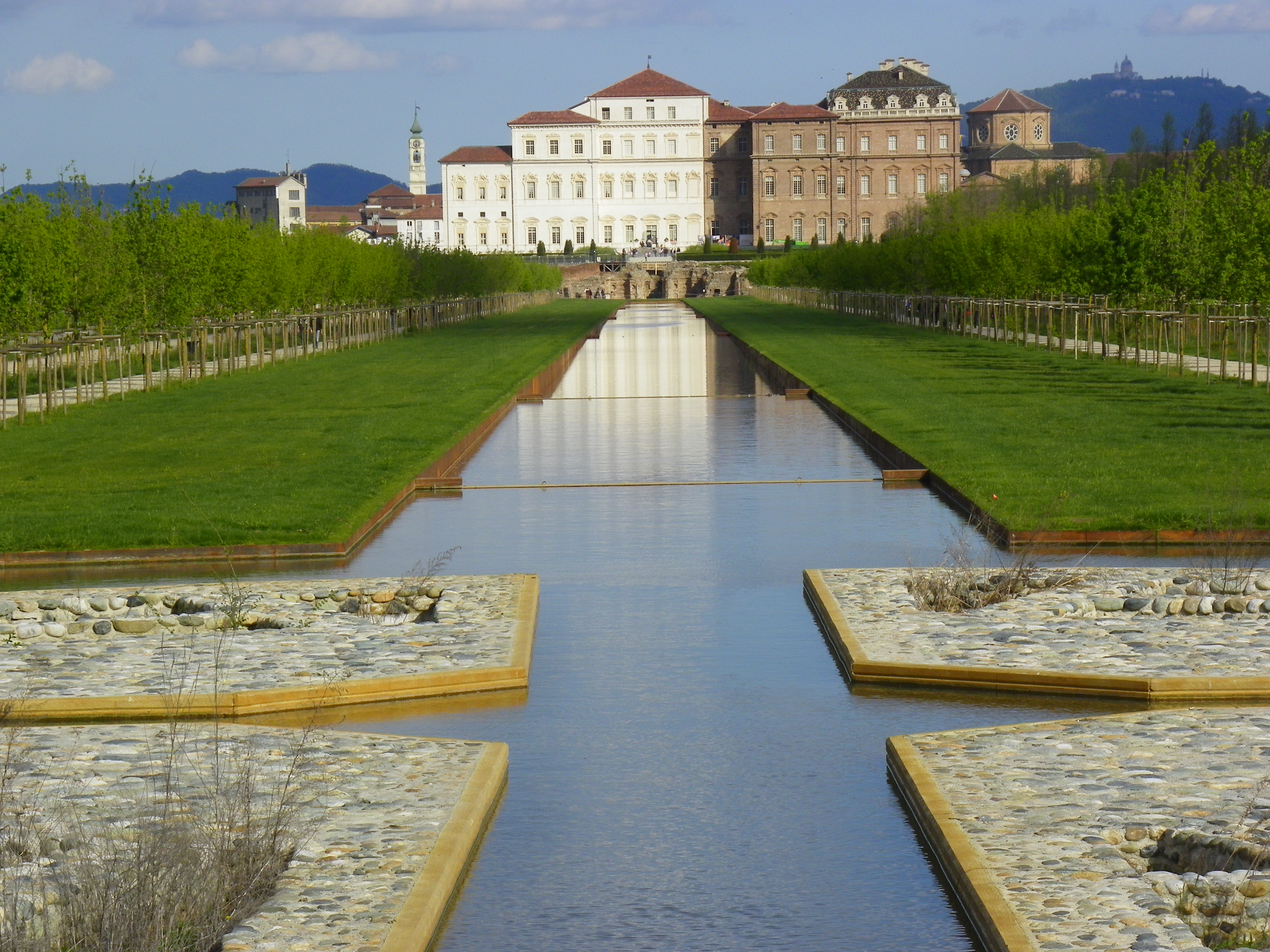
Palast von Venaria Reale

  - Castello di Moncalieri in Moncalieri
  - Reggia di Venaria Reale in Venaria Reale
  - Castello della Mandria in Venaria Reale
  - Palazzina di Stupinigi
  - Castello di Agliè in Agliè
  - Castello di Racconigi in Racconigi
  - Castello di Pollenzo in Bra
  - Castello di Govone in Govone